# 意大利二十世纪运动
意大利二十世纪是一场意大利艺术运动，1922年发源于米蘭。1923年，一群艺术家们在米兰举办展览，墨索里尼出席发言，意大利二十世纪运动正式问世。1924年的威尼斯双年展上，意大利二十世纪运动的藝術家拥有专属画廊。尽管受法西斯意大利当局资助，但意大利二十世纪运动并非一路顺风。墨索里尼本人对艺术不感兴趣，对各种艺术群体都给予支持，以便让所有艺术家都站到法西斯政权一边。